# Qalandarābād (ort i Khorasan)
Qalandarābād (persiska: قلندر آباد) är en ort i Iran.   Den ligger i provinsen Khorasan, i den nordöstra delen av landet, 800 km öster om huvudstaden Teheran. Qalandarābād ligger 1 423 meter över havet och antalet invånare är 4 872.
Terrängen runt Qalandarābād är platt norrut, men söderut är den kuperad.Runt Qalandarābād är det ganska glesbefolkat, med 42 invånare per kvadratkilometer. Närmaste större samhälle är Sefīd Sang, 14,6 km nordost om Qalandarābād. Omgivningarna runt Qalandarābād är i huvudsak ett öppet busklandskap.